# Lijst van gezaghebbers van Curaçao
Dit is een lijst van gezaghebbers van het Nederlands-Antilliaanse eilandgebied Curaçao.
| Ambtsperiode                     | Naam gezaghebber                 | Partij of stroming | Bijzonderheden |
| -------------------------------- | -------------------------------- | ------------------ | -------------- |
| 15 april 1951 - maart 1967       | Michiel P. Gorsira               |                    |                |
| maart 1967 - 1968                | Weis G. de Haseth (waarnemend)   |                    |                |
| juni 1968 - 22 april 1969        | Otto R.A. Beaujon                |                    |                |
| 22 april 1969 - 1 augustus 1970  | Elias J. Morkos                  |                    |                |
| 1 augustus 1970 - 1976           | Anno E. Kibbelaar                |                    |                |
| 1976 - 1982                      | Ornelio/Kees (O.) Martina        |                    |                |
| 1982 - 1988                      | Ronald A. Casseres               |                    |                |
| 1988 - 1994                      | Elmer R. Wilsoe                  |                    |                |
| 1 oktober 1994 - 1 oktober 2000  | Stanley M. Betrian               |                    |                |
| 1 oktober 2000 - 10 oktober 2010 | Lizanne/Lisa M. Richards-Dindial |                    |                |